# Raïon de Tchornomorské
Le raïon de Tchornomorské (en russe : Черноморский район, en ukrainien : Чорноморський район) est une subdivision administrative de la république de Crimée, en Russie. Son centre administratif est la ville de Tchornomorské.

## Géographie

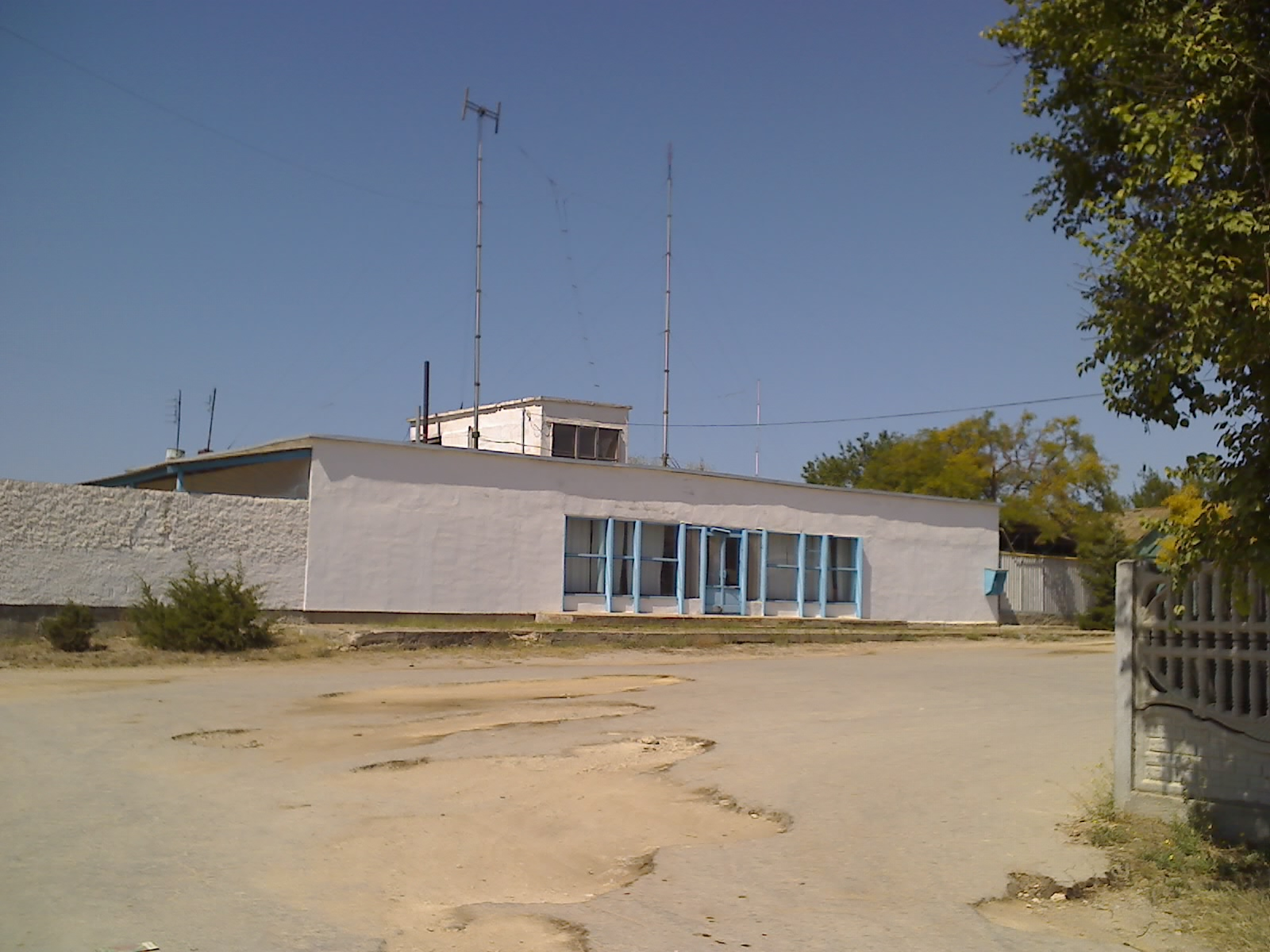
Aérogare de Mijvodne.

Les lacs Djarylhatch et Donouzlav, le parc national Tcharivna Havan.